# Aero (шоколад)
Aero — пористый плиточный шоколад, производимый компанией Nestlé из Веве.

## История
Процесс производства шоколада Aero был запатентован в 1935 году в Йорке, Англия. Патент описывает, как шоколад нагревается, а затем аэрируется для создания маленьких пузырьков. Его разливают по формочкам из твёрдой внешней оболочки. По мере охлаждения шоколада пониженное давление воздуха позволяет пузырькам расширяться внутри начинки плитки.
Шоколад Aero был запущен в 1935 году в Великобритании компанией Rowntree's (с 1959 года — Peppermint Aero). Упаковка коричнево-мятного цвета имела логотип «Rowntree» и большое слово «AERO», а также слоган «Держись крепче, или я улечу!» (англ. «Hold on tight or I'll fly away!») под названием «AERO». В 2014 году историческая упаковка Aero 1935 года была размещена в Интернете историками из Rowntree's, чтобы помочь вызвать ностальгические воспоминания у людей с деменцией. Винтажная упаковка из архива Nestlé UK & Ireland Archive была выпущена позже в виде «пакета воспоминаний» по совету Общества Альцгеймера. Упаковка имела этикетку Aero 1950-х годов, чтобы преобразить современную продукцию. Упаковка Aero 1953 года была посвящена коронации королевы.
В июле 1983 года жара в Великобритании привела к тому, что пузырьки в шоколадных плитках Aero схлопнулись из-за таяния шоколада.
В 1997 году компания Unilever подала в суд на Nestlé, заявив, что швейцарская компания нарушила патент Unilever на мороженое из пористого шоколада.
В 2004 году трое рабочих фабрики в Йорке были уволены за умышленную опечатку грубых надписей на упаковке 20 поддонов плиток Aero.
В 2008 году старая фабрика Nestlé York на Хаксби-роуд была закрыта, а по соседству открылся новый завод Aero стоимостью 15 миллионов фунтов стерлингов, способный производить 183 миллиона шоколадных плиток в год. В том же году упаковка Aero была обновлена металлизированной ламинированной плёнкой для улучшения свежести. В 2015 году фабрика производила более одного миллиарда батончиков KitKat и 200 миллионов плиток Aero в год. В 2015 году компания Nestlé инвестировала более 1 миллиона фунтов стерлингов в новое заводское оборудование для производства новых батончиков Aero Mousse.
В феврале 2015 года музей шоколада в Йорке отметил 80-летие со дня запуска шоколада Aero демонстрациями и мероприятиями. В сентябре 2015 года модельер Мэтью Уильямсон в сотрудничестве с Nestlé выпустил ограниченную серию обёрток для батончиков Aero Milk Chocolate и Aero Peppermint. Упаковка была выполнена в нежно-розовых и мятных оттенках с металлическими бликами и мотивом бабочки Уильямсона.
Замороженные десерты McFlurry со вкусом Aero продавались до 2015 года и вернулись в Великобританию в мае 2019 года. Вкусы включают шоколад Aero Chocolate и шоколад Aero Mint с кусочками шоколада и соусом.
В Бразилии шоколад известен как Suflair, но в 2014 году Nestlé запустила Aero на бразильском рынке через дочернюю компанию Garoto. В Венгрии шоколад Aero известен как Boci Aero, а в Нидерландах — как Bros (что означает «хрупкий»). Aero пользуется большим спросом на южноафриканском рынке (Aero, Aero Mint, White Aero и Cappuccino Aero).
В течение 1980-х годов шоколад Aero продавался в США компанией Nestlé, хотя, вероятно, он не имел коммерческого успеха. Тем не менее, плитки по-прежнему продаются в некоторых специализированных магазинах или супермаркетах, таких как Big Y, Wegmans и Publix, которые импортируют шоколад Aero. Ранее, с 1937 по 1939 год, компания The Hershey Company продавала шоколад Aero в США по лицензии Rowntree Chocolate Company. Некоторое время компания Hershey продавала аналогичный шоколад под названием Hershey's Air Delight.

### Производство
Шоколад Aero производился в Австралии с начала 1970-х годов по 1996 год. С 1996 года шоколад Aero выпускался в Великобритании. В 2011 году компания Nestlé возобновила производство шоколада Aero в Австралии на своем заводе в Кэмпбеллфилде, штат Виктория, мощностью до 1000 тонн в год. Плитки имели другую формулу австралийских вкусов с более мягким, сливочным вкусом. Плитки Aero, продаваемые в Великобритании, сохраняли старый рецепт.
В апреле 2001 года подразделение Nestlé Canada объявило, что Aero и другие продукты, произведённые на заводе в Торонто, теперь будут производиться вместе с батончиками Nuts. Компания Nestlé больше не гарантировала, что батончики не были загрязнены ореховым белком. В мае 2001 года решение было отменено из-за протестов потребителей, и компания сохранила гарантию отсутствия орехов для шоколадных плиток в Канаде.
В 2004 году производство шоколада Aero началось в Украине.
В Германии бренд Aero принадлежит шоколадному бренду Trumpf. В отличие от шоколада Nestlé Aero, шоколад Trumpf Aero (белый или тёмный) вспенен углекислым газом и не имеет начинок. Внутренняя часть также имеет другую текстуру.

## Галерея

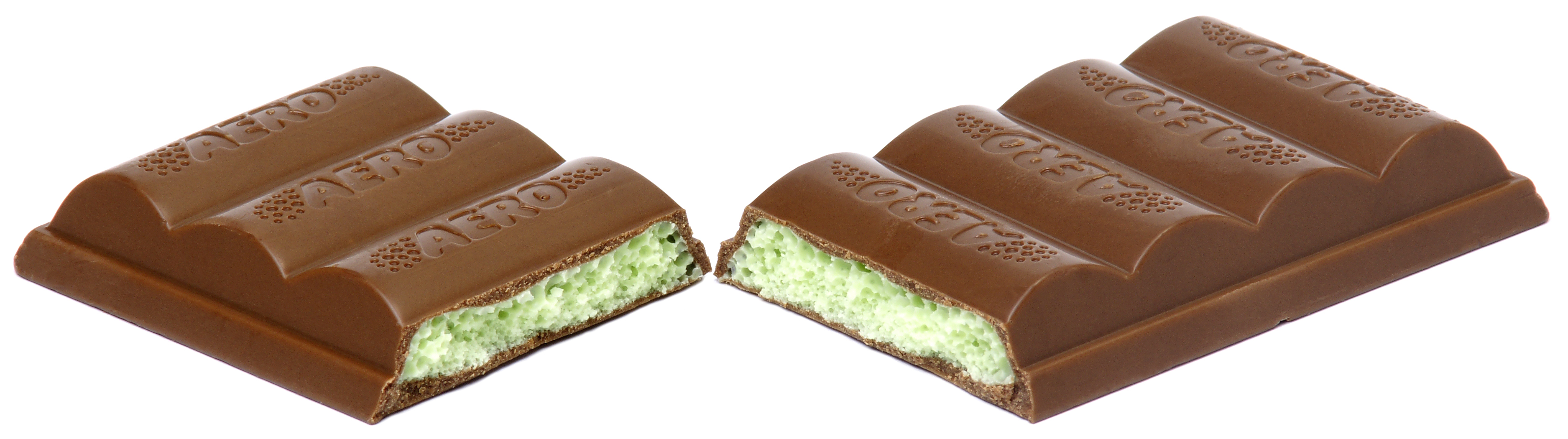
Разломленный шоколад Aero Mint
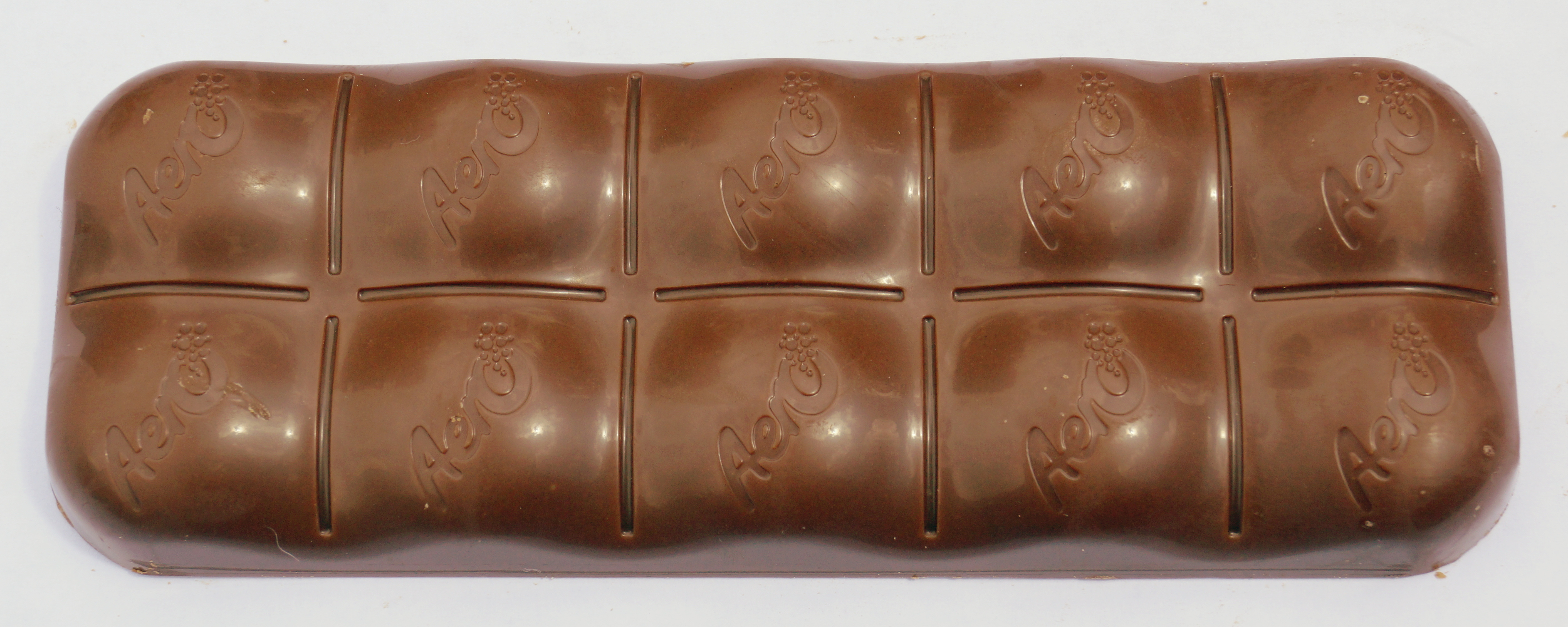
Плитка шоколада Aero с пузырчатой формой для каждого сегмента